# 石井めぐみ
石井 めぐみ（いしい めぐみ、1958年10月18日 - ）は、日本の政治家、元女優。本名は石井 葉子（いしい ようこ）。所属事務所は株式会社ワンダー。国立市議会議員（3期）。

## 来歴・人物
東京都調布市出身。1977年、東京都立国立高等学校卒業。1977年、早稲田大学教育学部に入学と同時に、少女マンガ研究会『早稲田おとめちっくクラブ』を仲間3人と共に立ち上げた。初代の副会長。さらに在学中に友人の自主製作映画に出演し、8ミリ映画の賞を受賞したことをきっかけに、1979年に松竹映画『夜叉ヶ池』の木の芽峠の山椿（妖精）役で映画デビュー。続けて角川映画『金田一耕助の冒険』に町娘役で出演。テレビドラマには1980年にTBS系の『噂の刑事トミーとマツ』（第1シリーズ）の18話「花の芸者に恋したトミー」の芸者役でデビューし、同ドラマには21話から森村万里子婦警役でレギュラーで出演、自身の代表作となった。
ドラマの他にもフジテレビ系のバラエティ番組『オレたちひょうきん族』に1984年から出演して人気を得た。
25歳の時に1度目の結婚をするも4年で離婚。1990年(34歳)にテレビ局のディレクターと再婚。2児をもうける。1996年、脳性麻痺を患った長男のことを記した『笑ってよ、ゆっぴい』を出版し、同年から1999年までフジテレビ系の単発のスペシャル枠で『ゆっぴいのばんそうこう』としてドキュメンタリーが放送されて話題になった。
1999年、長男が死去。2000年9月、42歳で離婚。次男は父親との生活を選び、親権は夫が取得した。
重度障害児の親の会「てんしのわ」の発起人及び代表の1人を務め、女優やタレント活動の傍ら、講演などの活動を行なっている。NHK教育テレビ『福祉ネットワーク』には準レギュラーで出演。また、国立市フィルムコミッションの委員も務める。
現在は、女性支援の会社「Women's Labo」を立ち上げ、事業の一環として「ラ・アンジェ南青山」を経営している。
2012年に山梨県韮崎市の親善大使に就任。
2014年（56歳）、カメラマンとなり、履歴書用写真の撮影で成功する。
2015年4月26日、国立市議会議員に初当選。2019年に再選。
2019年5月8日、甲状腺にできた腫瘍の摘出手術を受ける。
趣味は人形集めで、2016年（57歳）現在、アニメでの町おこしを行っており、自ら17歳役の声優をしている。
2023年4月23日、国立市議会議員選挙に三選。

## 出演

### テレビドラマ
- 噂の刑事トミーとマツ（1979年、TBS） - 森村万里子役
- 鉄道公安官 第39話「女子大生探偵旅行」（1980年、テレビ朝日）
- 銀河テレビ小説（NHK）
  - 太郎の青春（1980年） - 五月素子役
  - 復活（1981年）
  - たけしくん、ハイ!（1985年） - 山口先生役
  - 続・たけしくん、ハイ!（1986） - 山口先生役
- 連続テレビ小説『本日も晴天なり』（1981年、NHK） - 池内千鶴子役
- 大河ドラマ（NHK）
  - おんな太閤記（1981年） - 前田利家の娘まあ役
  - 徳川家康（1983年） - おふう役
- 秘密のデカちゃん （1981年、TBS）
  - 第6話「父?がお見合い、ああフケツ!!」 - 上条ゆかり役
  - 第15話「色魔・ドH! もう許せなーい!!」 - きみえ役
- だんなさまは18歳（1982年、TBS）
- 右門捕物帖 第28話（1983年、日本テレビ）
- 関西テレビ開局25周年記念番組『大奥』 第37話「さらば!田園交響楽」おあい役（1983年、関西テレビ）
- 胸キュン探偵団（1983年、TBS） - 牧本牧子役
- 東芝日曜劇場（TBS）
  - （第1389回）『拝啓・離婚時代』（1983年）
  - （第1422回）『山の音』（1984年）
- 人間が好きドラマシリーズ（第5回）『魔笛 〜葉桜と魔笛より〜』（1983年、TBS）
- ライオン午後のサスペンス『静かなる良人』（1984年、フジテレビ）
- ぼくたちの疾走（1984年、TBS）
- 人妻捜査官（1984年、ABC）
- ザ・ハングマン4（1984年、ABC）第23話「美人レジが金塊密輸の手先にされる」（1985年） - 林涼子役
- 青い瞳の聖ライフ（1984年、フジテレビ）
- 火曜サスペンス劇場『呪われた女』（1984年、日本テレビ）
- 乳姉妹(ちきょうだい)（1985年、TBS） - エリカ役
- ポニーテールはふり向かない（1985年、TBS）
- 月曜ワイド劇場『嫁と姑、お皿割りいじわる合戦〜負けられません勝つまでは!』（1986年、テレビ朝日）
- 水曜ドラマスペシャル『水曜日の恋人たち・B型OLの傾向と対策』（1986年、TBS）
- 金曜ドラマ『女ともだち』（1986年、TBS） - 吉川かずみ役
- 木曜ゴールデンドラマ『母の叫び』（1986、YTV）
- 心はロンリー気持ちは「…」5』（1987年、フジテレビ）
- ドラマ・女の手記『定年当日の離縁状 二十六年待った妻』（1987年、テレビ東京）
- 月曜ドラマランド『スケバン保母さん　ツッパリ風雲録』（1987年、フジテレビ）
- 藤子不二雄の夢カメラ（1988年、フジテレビ） - 美奈代の母役
- 土曜ワイド劇場『（婚約シリーズ4）能登半島婚約旅行殺人事件 京都－金沢－和倉温泉、密室列車が走る… 』（1988年、テレビ朝日）
- 花のあすか組!（1988年、フジテレビ） - 九楽今日子役
- 花嵐の森ふかく（1988年、日本テレビ）
- 土曜ワイド劇場『ビキニライン殺人事件 体毛は語る!?事件記者の新妻がけなげに挑戦!』（1988年、テレビ朝日）
- 心はロンリー気持ちは「…」VIII（1989年、フジテレビ）
- 男と女のミステリー『望郷、中国服の女』（1989年、フジテレビ）
- 教師びんびん物語2（1989年、フジテレビ）
- 土曜ワイド劇場『特別企画 家政婦は見た!(7)華麗な一族の妖しい秘密』（1989年、テレビ朝日）
- 土曜ワイド劇場『牟田刑事官事件ファイル(10)伊豆半島復讐に燃える女たち! スキャンダルの危険な匂い』（1989年、テレビ朝日）
- 弁護士平沼修二シリーズ他人の関係（1989年、NHK）
- 地球戦隊ファイブマン（1990年、テレビ朝日） - 星川緑役
  - 第1話「五兄弟戦士」
  - 第31話「あぶない母」
  - 第35話「学の秘密!!」
  - 第46話「父母の行方」-第48話「星への旅立ち」
- 白い巨塔（1990年、フジテレビ） - 里見三知代役
- 木曜ゴールデンドラマ『金のなる木に花は咲く(1)』（1990年、YTV）
- 木曜ゴールデンドラマ『金のなる木に花は咲く(2)』（1991年、YTV）
- 花王愛の劇場『アイとサムの街』（1991年、TBS）
- 重甲ビーファイター 第38話『博士!!愛の重甲』（1995年、テレビ朝日） - 草薙サユリ役
- 事件・市民の判決（1996年、テレビ東京）第7話
- ウルトラマンダイナ（第20話）『少年宇宙人』（1997年1月24日、毎日放送） - 岸悟（ラセスタ星人）の母親役
- はみだし刑事情熱系2 第3回『父を夢みた凶悪犯』（1997年10月29日、テレビ朝日） - 山内佐恵子役
- 金曜プレステージ『お母さん ぼくが生まれてごめんなさい』（2007年7月13日、フジテレビ） - 矢城真由美 役
- 新・京都迷宮案内5 第7話（2008年2月28日、テレビ朝日） - 深町聡美 役
- 水曜ミステリー9『港町人情ナース3』（2008年7月9日、テレビ東京） - 山内紀美子役
- 金曜プレステージ『いじわるばあさん』（2009年1月9日、フジテレビ） - 伊知割淳子役
- 恋うたドラマSP『三日月』 第1夜（2009年9月29日、TBS）
- 金曜プレステージ『いじわるばあさん2』（2010年4月23日、フジテレビ） - 伊知割淳子役
- 月曜ゴールデン『大家だけが知っている! 〜幸多福子の下町事件簿〜』（2010年8月2日、TBS） - 阿久津浩美役
- セカンドバージン（2010年、NHK）第2話 - 向井陽子役
- 金曜プレステージ『いじわるばあさん3』（2011年1月28日、フジテレビ） - 伊知割淳子役
- 土曜ワイド劇場『100の資格を持つ女〜ふたりのバツイチ殺人捜査〜(5)江ノ島・老舗旅館の壮絶家督争い!』（2011年10月15日、朝日放送） - 大原早苗役
- 土曜ワイド劇場『西村京太郎トラベルミステリー(59)終着駅殺人事件』（2013年1月5日、テレビ朝日） - 森下佳代役
- 月曜ゴールデン『十津川警部シリーズ(49)特急『しらさぎ』殺人迷路〜越前竹人形の謎〜』（2013年1月21日、TBS） - 脇田洋子役
- 土曜プレミアム特別企画『ストロベリーナイト アフター・ザ・インビジブルレイン』（2013年1月26日、フジテレビ）

### バラエティー・教養番組
- オレたちひょうきん族（フジテレビ） - ※1984年からレギュラー出演
- タケちゃんの思わず笑ってしまいました（フジテレビ）
- くらべてみれば（NHK総合）
- 誘われて二人旅（テレビ朝日）
- 日立 世界・ふしぎ発見!（TBS） - ミステリーハンター
- しぜんとあそぼ 「ざりがに」（1997年春ごろ、NHK教育） - ナレーション
- みんな生きている（NHK教育）（1998年 - 2000年）
- 福祉ネットワーク（NHK教育）（2003年 - 2006年）
- 石井めぐみのステキに多摩めぐりん（2013年4月 - 2015年3月、JCN）
- ビートたけしのTVタックル（政治家として、2018年2月18日、テレビ朝日）

他多数

### その他・備考
- 1978年『国鉄いい日旅立ちキャンペーンCM』に出演。
- テレビ東京の『いい旅・夢気分』山形・仙台・会津・新潟・山梨に年1回のペースでゲスト出演。
- 1987年10月9日から1989年4月2日まで編集なしで収録され放送されたNHK『NHKビデオギャラリー』で市川森一のアシスタント司会進行役。
- フジテレビ金曜エンタテイメントで放送された長男の誕生から死までの一連のドキュメンタリーにそれぞれ自身が出演。
  - 1996年9月20日　『ゆっぴいのばんそうこう』
  - 1996年12月30日　『ゆっぴいのばんそうこう・96冬 もうすぐ6歳』
  - 1999年9月18日　『ゆっぴいのばんそうこう さよなら優斗くん母と子の愛と苦悩8年7ヶ月』

### 映画
- 金田一耕助の冒険（1979年7月14日公開） - 時代劇撮影シーンの娘 役
- 夜叉ヶ池（1979年） - 木の芽峠の山椿 役
- 根雪とける頃（1995年公開）
- どんぐりの家（1996年公開）
- ウィニング・パス（2003年公開）
- ノストラダムス戦慄の啓示（2004年公開） - 頼子 役
- 筆子・その愛 -天使のピアノ-（2007年公開）
- ふるさとをください（2008年公開）
- ゆずり葉（2009年公開）
- ぼくはうみがみたくなりました（2009年8月公開） - 浅野瑞江 役
- COACH（2010年公開）

### 舞台
- 愛と不安の夏〜原爆乙女たち・愛と勇気の軌跡〜（2010年7月28日- 8月1日　俳優座劇場）

### CM
- 国鉄（いい日旅立ちキャンペーン）
- 日清からあげ粉
- NEC98ノート
- アリエール（P&G）
- 養命酒

## 写真集
- 『石井めぐみ そっと』小学館、1982年（篠山紀信の激写文庫シリーズの1冊）。

## 著書
- 『笑ってよ、ゆっぴい』フジテレビ出版、1996年。扶桑社文庫、1997年